# Окончателно решение
„Окончателно решение“ (на английски: Trial by Jury) е американски съдебен трилър от 1994 г. на режисьора Хейууд Гулд, продуциран е от Джеймс Робинсън, Крис Мелендари и Марк Гордън, а сценарият е на Джордан Кец и Хейууд Гулд. Във филма участват Джоан Уоли-Килмър, Арманд Асанте, Гейбриъл Бърн и Уилям Хърт.